# Wollersheim

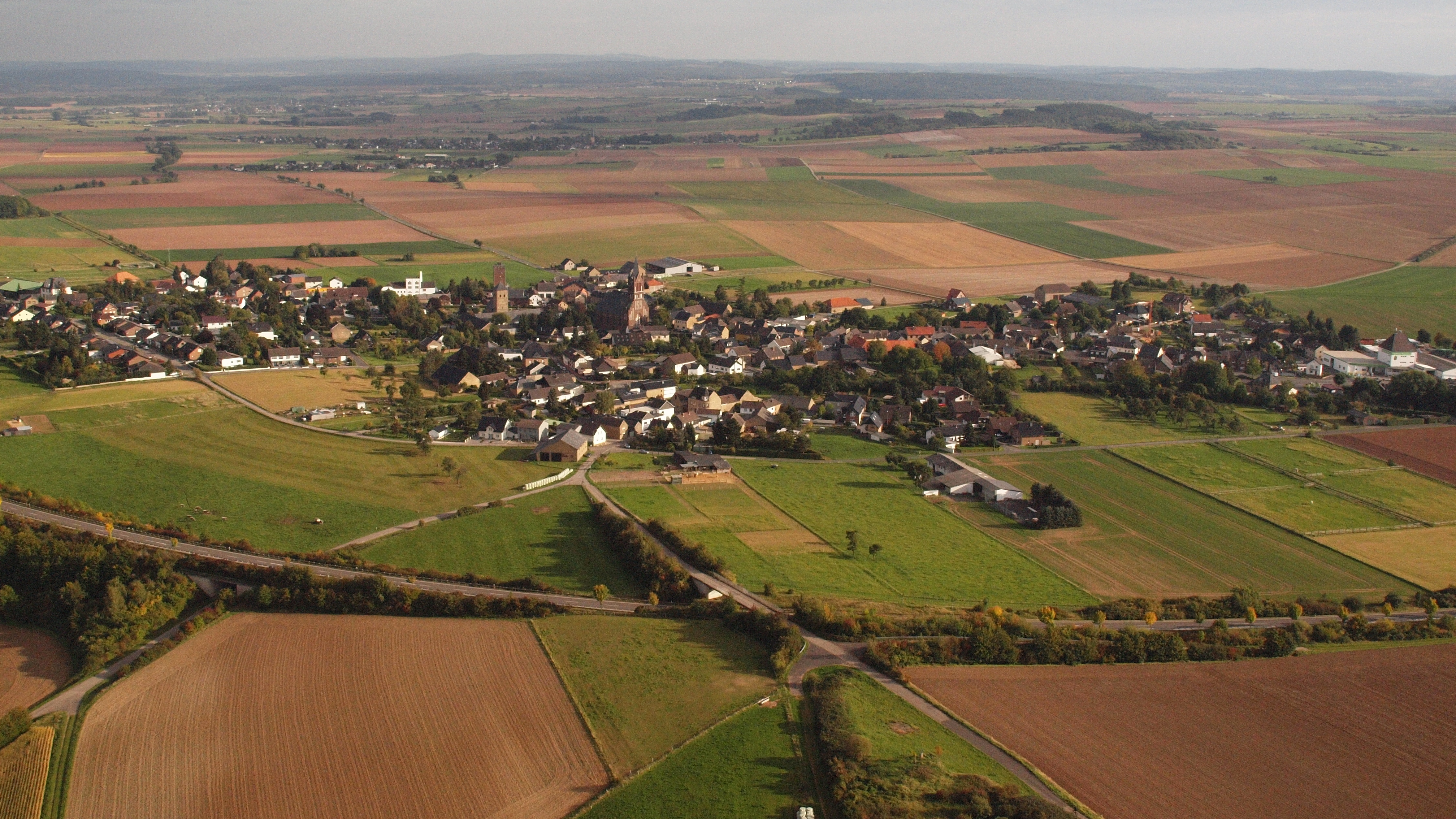
Wollersheim, Luftaufnahme (2015)

Wollersheim ist ein Stadtteil von Nideggen im Kreis Düren, Nordrhein-Westfalen.

## Lage
Wollersheim liegt am Nordrand der Eifel. Direkt an den Ortsrand grenzt die Zülpicher Börde. Um Wollersheim gibt es eine geologische und eine botanische Besonderheit, die Muschelkalkkuppen, die von zahlreichen seltenen Arten der Kalktrift bewachsen sind.
Südwestlich vom Ort entspringt der Neffelbach.
An Wollersheim grenzen Embken, Langendorf (Stadt Zülpich), Eppenich (Stadt Zülpich), Vlatten (Stadt Heimbach) und Berg-Thuir.

## Geschichte

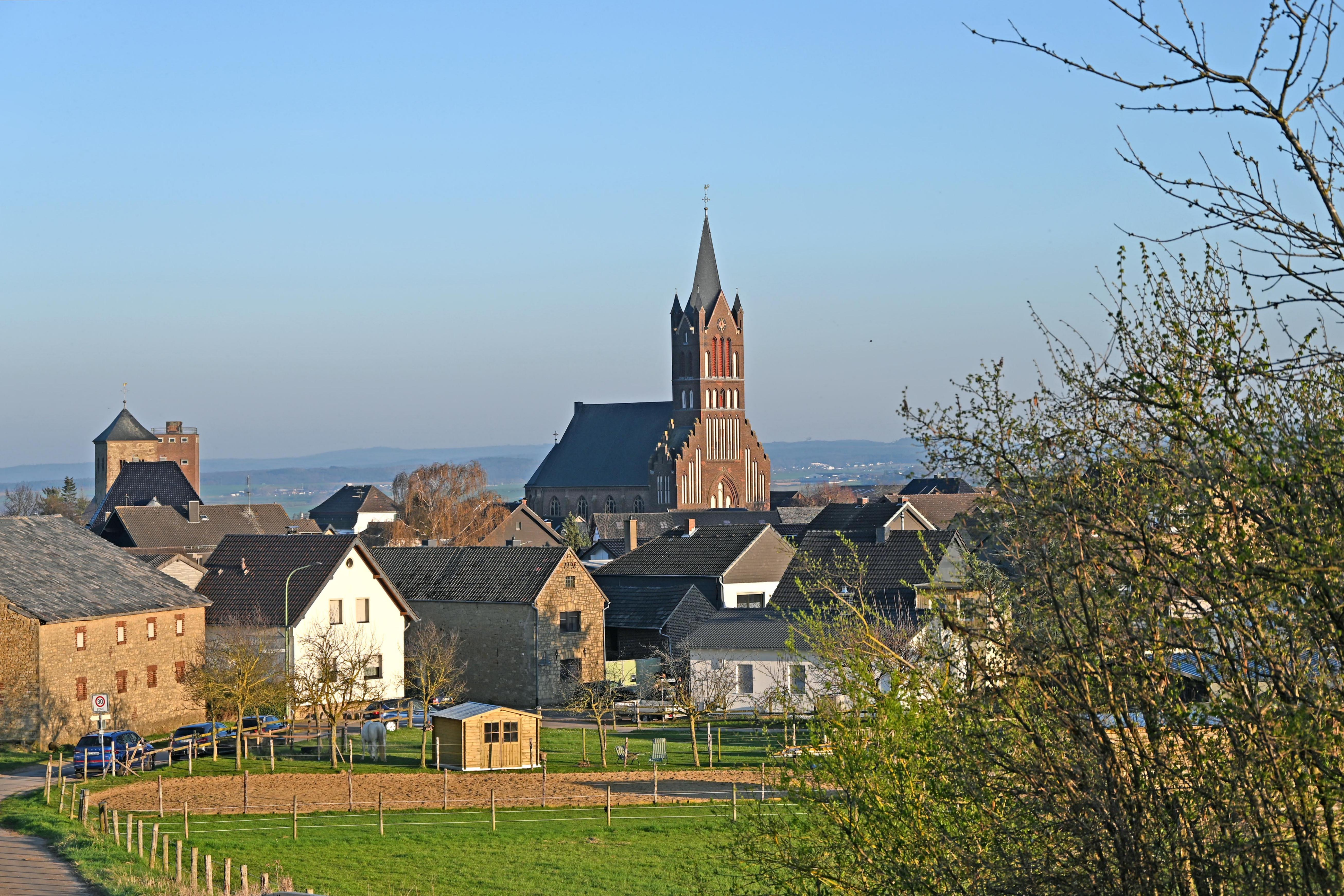
Wollersheim von Nordwesten

Eine immense Zahl von Bodenfunden lässt auf eine frühe Besiedlung schließen. 1931/32 wurden im Quellgebiet des Neffelbaches sechs römische Töpferöfen und mehrere aus Sandstein errichtete Brunnen ausgegraben. Sogar der Name eines Töpfereibesitzers ist erhalten. Auf einer Tonscherbe aus dem 2. Jahrhundert steht der Name Verecundus. Auf dem nahen Pützberg und in der Nähe der Burg Gödersheim wurden römische Skelettgräber und Matronensteine aus römischer Zeit gefunden, die den Matronae Veteranehae geweiht waren.
Die Wollersheimer Heide gilt als Austragungsort der Schlacht von Zülpich im Jahre 496 zwischen den Franken unter Chlodwig I. und den Alemannen, wenngleich manche Historiker dies heute bezweifeln: Der von Gregor von Tours genannte Ort Tulbiac habe womöglich südlicher gelegen, da es so weit im Norden schlichtweg keine Alemannen gab.
Erstmals urkundlich erwähnt wurde Wollersheim im Jahre 1231 als Wolrisheim. Der Name wird auf den heiligen Willibrord zurückgeführt. Bereits 1184 ist für das Kölner Stift St. Maria im Kapitol ein Frauenhof bezeugt.
1388 schlossen der französische König Karl VI. und der Jülicher Herzog im Ort den Wollersheimer Frieden.
Am 1. Januar 1972 wurde Wollersheim in die neue Stadt Nideggen eingemeindet. Nach dem Urteil des Oberverwaltungsgerichts vom 4. August 1972 verblieb Wollersheim bei Nideggen, dem vorläufig die Bezeichnung Stadt aberkannt wurde.

## Kirche

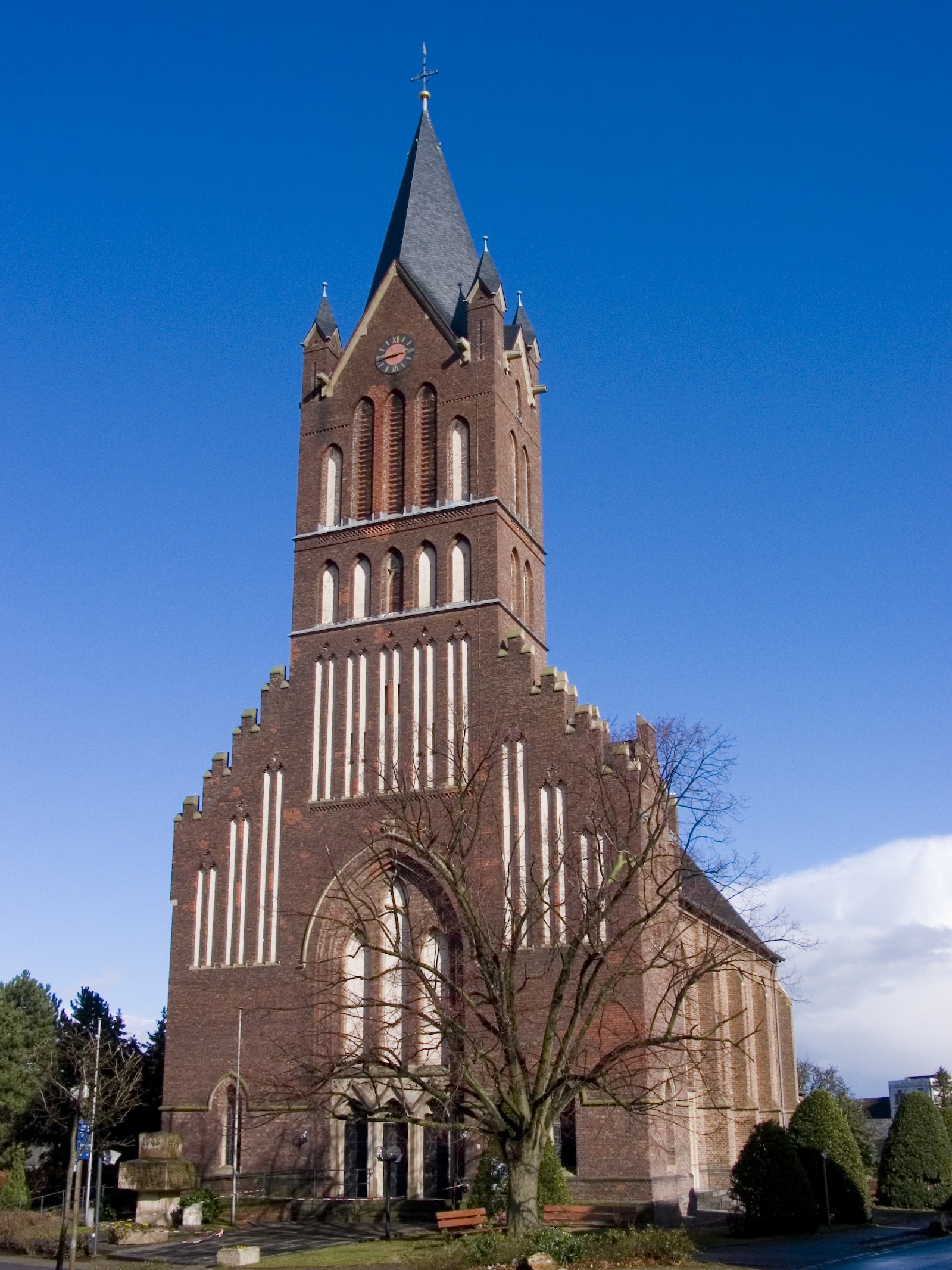
Neue Kirche

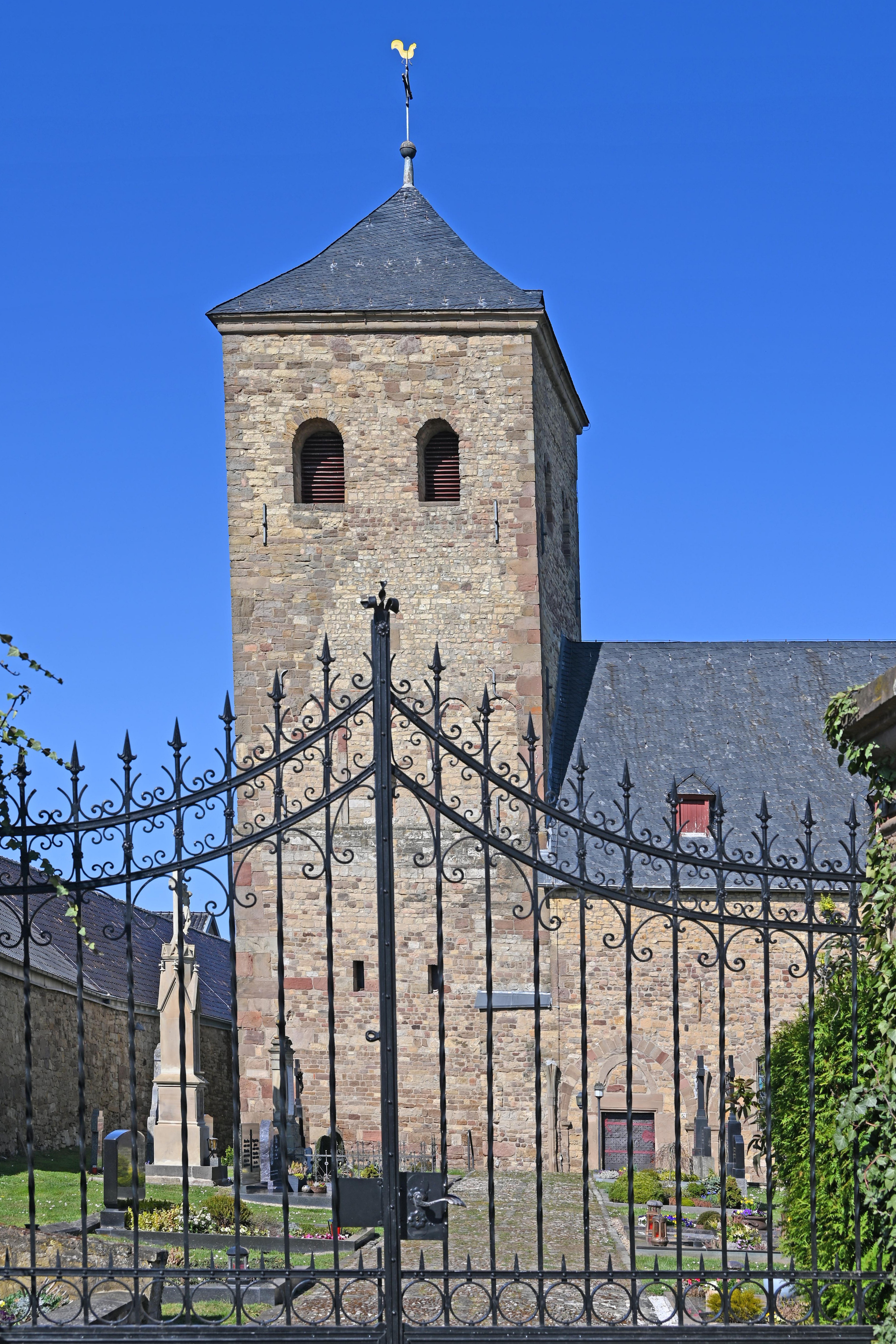
Alte Kirche

Der Ort hat zwei Kirchen, die alte Kirche, deren älteste Teile dem 11. Jahrhundert entstammen, und die neue Kirche von 1900 bis 1903.
Im Jahre 1958 sollte die alte Kirche abgebrochen und ins Freilichtmuseum Kommern gebracht werden. Dagegen wehrten sich die Einwohner. Die alte Kirche gilt als eines der ältesten Sakralbauwerke im Kreis Düren.
Wollersheim gehört zum Erzbistum Köln.

## Wirtschaft
Um Wollersheim wird viel Eifeler Braugerste angebaut. Die seit 1791 in Wollersheim ansässige Cramer-Brauerei wird heute in siebter Generation geführt und ist damit nach eigenen Angaben die „älteste Familienbrauerei der Eifel“.

## Vereine, Vereinigungen
Neben der Löschgruppe Wollersheim der Freiwilligen Feuerwehr Nideggen mit Jugendfeuerwehr gibt es den Geschichtsverein Wollersheim, die Karnevalsgesellschaft Wollersheim 1972 e. V., den TTC Blau Weiß Wollersheim 1948 e. V. und den SV Wollersheim. Aber auch andere Gruppierungen haben sich im Ortsleben integriert, wie z. B. der Allradclub, die Frauengemeinschaft oder aber auch die Dorfjugend. Alle Vereine und Gruppen sind unter einem Dach der Dorfgemeinschaft zusammengefasst. Auf dieser Plattform werden alle dörflichen Belange besprochen und umgesetzt, die der Dorfverschönerung, gemeinnützigen Aufgaben, dem Unterhalt des Bürgerhauses oder auch der Organisation der Dorfkirmes dienen.

## Infrastruktur
Es existiert in Wollersheim ein katholischer Kindergarten.

### Verkehr
Von 1922 bis 1926 wurde auf öffentlichen Schotterstraßen auf einem Rundkurs Nideggen – Wollersheim – Vlatten – Heimbach – Schmidt – Nideggen in der Eifel vom ADAC das Eifelrennen veranstaltet.
An Wollersheim vorbei führt die Bundesstraße 265 auf ihrem Weg von Köln nach Prüm. 1993 wurde die Ortsumgehung eingeweiht, so dass es im Dorf kaum noch Durchgangsverkehr gibt.
Busse des Rurtalbus verbinden den Ort auf den AVV-Linien 231, 233 und 291 mit den Nachbarorten. Bis zum 31. Dezember 2019 wurden diese Linien vom BVR Busverkehr Rheinland bedient, wobei die Linie 291 zum damaligen Zeitpunkt in die Linie 231 integriert war.
| Linie | Verlauf |
| ----- | --- |
| 231   | Froitzheim – Ginnick – Embken – Wollersheim – Vlatten – Heimbach Bf – (Hasenfeld – Schwammenauel – Kermeter – Urfttalsperre/Hastenbach / Abtei Mariawald) / (Hergarten – Düttling) – Wolfgarten – Gemünd – Nierfeld – Olef – Schleiden |
| 233   | Zülpich Bf – Zülpich Frankengraben – Hoven – Langendorf – Bürvenich – Eppenich – (Embken –) Wollersheim – Berg – Nideggen |
| 291   | Düren Bf/ZOB – StadtCenter – Kaiserplatz – Stockheim – Soller – Frangenheim – Froitzheim – Ginnick – Embken – (Muldenau ←) Wollersheim – Vlatten                                                                                       |

### LVR-Amt für Bodendenkmalpflege im Rheinland
Das LVR-Amt für Bodendenkmalpflege im Rheinland unterhält in Wollersheim die Außenstelle Nideggen. Sie ist auf dem Stiftshof, dem ehemaligen Zehnthof des Kölner Stiftes St. Maria im Kapitol, untergebracht.